# Liebnitzmühle
Die Liebnitzmühle steht rechts der Thaya in der Ortschaft Liebnitz der Stadtgemeinde Raabs an der Thaya in Niederösterreich.

## Geschichte
Die in Liebnitz, einem Dorf westlich von Raabs an der Thaya liegende Mühle steht in Zusammenhang mit den Herren von Liebnitz, die beiderseits der Thaya Ansitze hatten: Die Burg Buchenstein und den Ansitz im Liebnitz selbst, der sich im Bereich der heutigen Kapelle befand. Nach dem Zweiten Weltkrieg wurde die Liebnitzmühle zu einem Beherbergungsbetrieb ausgebaut, an dem auch ein Reitstall angeschlossen war. Der Betrieb verfügt heute über ein umfangreiches Gastronomie- und Wellnessangebot. Das ehemalige Wehr wurde im Jahr 2000 zu einem kleinen Wasserkraftwerk umgebaut.

## Mühlengebäude
Im Jahr 1795 verfügte die Mühle über drei Mahlgänge für Getreide, aber auch zwei Ölpressen und eine Brettersäge wurde betrieben. Nach 1900 wurde die Mühle von ihrem damaligen Besitzer, der über mehrere andere Mühlen verfügte, stillgelegt und in eine Brotfabrik mit einem hohen Schlot umgebaut, die aber aus wirtschaftlichen Gründen bald geschlossen werden musste und kurz als Gerberei betrieben wurde. In der Zwischenkriegszeit wurden die Gebäude als Fliegerschule verwendet.